# Česká biopotravina roku
Česká biopotravina roku je každoročně udělované ocenění pro nejlepší biopotravinu pocházející z České republiky. Vyhlašovateli do ročníku 2011 jsou PRO-BIO Svaz ekologických zemědělců a Potravinářská komora České republiky, která od roku 2007 nahradila Nadaci Partnerství. Od roku 2012 soutěž vyhlašuje již PRO-BIO Svaz ekologických zemědělců samostatně.

## Podmínky soutěže
Soutěže se mohou účastnit jen domácí výrobci biopotravin (právnické nebo fyzické osoby oprávněná k podnikání na území České republiky).
Přihlášený výrobek mimo jiné musí:
- splňovat podmínky zákona č. 242/2000 Sb o ekologickém zemědělství a nařízení Rady (ES) č. 834/2007 o ekologické produkci a označování ekologických produktů;
- být určený k přímé konzumaci;
- být v roce podání přihlášky dodáván do maloobchodní síti v České republice nebo jinak uváděn na trh;
- být vyroben na území České republiky.

## Držitelé ocenění
Vítězné výrobky v absolutním hodnocení a v jednotlivých hodnocených kategoriích:
| Rok  | Celkový vítěz                                          | Biopotraviny živočišného původu                           | Biopotraviny rostlinného původu      | Biopotraviny pro gastronomii, pochutiny a ostatní výrobky | Biovíno                                    |
| ---- | ------------------------------------------------------ | --------------------------------------------------------- | ------------------------------------ | --------------------------------------------------------- | ------------------------------------------ |
| 2015 | Biorajčata ve vlastní šťávě Horňácká farma Hrubá Vrbka |                                                           |                                      |                                                           |                                            |
| 2014 | Bio konopné sádlo Biofarma Sasov                       |                                                           |                                      |                                                           |                                            |
| 2013 | Černíkovické beraní rohy Miloš Kurka                   | Šonovský kmet – tvrdý sýr z ovčího mléka Monika Menčíková | Černíkovické beraní rohy Miloš Kurka | Kvasný ocet vinný s bazalkou Josef Abrle                  | slámové víno Frankovka 2012 Víno Marcinčák |

### Vítězné výrobky v letech 2002 - 2012
| Rok  | Celkový vítěz                                                       | Mlýnské a pekárenské výrobky                                               | Mléko a mléčné výrobky                                              | Maso a výrobky z masa                    | Nápoje                                                              | Výrobky z ovoce a zeleniny                       | Pochutiny a ostatní potravinářské výrobky | Biovýrobky pro gastronomii                                 | Víno z ekologických hroznů                                        |
| ---- | ------------------------------------------------------------------- | -------------------------------------------------------------------------- | ------------------------------------------------------------------- | ---------------------------------------- | ------------------------------------------------------------------- | ------------------------------------------------ | ----------------------------------------- | ---------------------------------------------------------- | ----------------------------------------------------------------- |
| 2012 | kozí biomáslo společnosti AMALTHEA, s. r. o., z Hvozdu u Prostějova |                                                                            | kozí biomáslo společnosti AMALTHEA, s. r. o., z Hvozdu u Prostějova |                                          | Hostětínský mošt jablko&rakytník BIO Moštárna Hostětín              |                                                  |                                           |                                                            |                                                                   |
| 2011 | Ovčí biosýr Arnika Horský statek Abertamy                           | Bezlepkové bioperníčky Biopekárna Zemanka                                  | Ovčí biosýr Arnika Horský statek Abertamy                           |                                          | Vinný mošt Veltlínské červené rané BIO 2011 Pavel Binder            | Barunčin BIO džem Statek Tilia                   |                                           | BIOLINIE Ječné lívance PRO-BIO, obchodní společnost s.r.o. | Hibernal víno s přívlastkem pozdní sběr 2009 Vinselekt Michlovský |
| 2010 | Kančí biolovečák Biofarma Sasov                                     | Chléb pšenično-žitný cereální s Nopalem CountryLife s.r.o.                 | Jogurt bílý 3 % Mlékárna Valašské Meziříčí s.r.o.                   | Kančí biolovečák Biofarma Sasov          |                                                                     | Hrušková bioláda Hana Němcová, Koldokol          |                                           | Bio Lívance Extrudo Bečice s.r.o.                          | Malverína pozdní sběr 2007, suché Vinselekt Michlovský            |
| 2009 | Švestkový biodžem Heliavita s.r.o.                                  | Žitné chrupky s česnekem a solí Antonín Kolinger ASON                      | AMÁLKA BIO smetana ke šlehání 33 % tuku Lacrum Velké Meziříčí       | Biokuřecí maso Biopark s.r.o.            | Rakytníková šťáva 100% Miloslav Košek – EKOPLANET                   | Švestkový biodžem vyráběný společností Heliavita | NATURVIA Bio tofu Strips VETO ECO         |                                                            | –                                                                 |
| 2008 | 100% jablečná šťáva Vitaminátor, Slavomír Soška                     | Čoko-kokosky s fair trade kokosem a kakaem Bio Biopekárna Zemanka          | Biomáslo Polabské mlékárny                                          | Bio jehněčí na gril s rozmarýnem Biopark | 100% jablečná šťáva Vitaminátor, Slavomír Soška                     | Višňový biodžem Hamé                             | Bio bramborový knedlík Biofarma Sasov     | Bio brambory vařené vakuované, Biofarma Sasov              | –                                                                 |
| 2007 | Pošumavský bio med Jan Pintíř                                       | Celozrnné špaldové krekry s dýňovým semínkem a česnekem Biopekárna Zemanka | Bio kysaný nápoj jahoda Mlékárna Valašské Meziříčí spol. s r.o..    | –                                        | Hostětínský sirup z květů černého bezu Tradice Bílých Karpat s.r.o. | –                                                | Pošumavský bio med Jan Pintíř             | –                                                          | –                                                                 |
| 2006 | Bio kysaný nápoj Mlékárna Valašské Meziříčí                         | –                                                                          | –                                                                   | –                                        | –                                                                   | –                                                | –                                         | –                                                          | –                                                                 |
| 2005 | Bio kváskový chléb a pečivo Albio s.r.o.                            | –                                                                          | –                                                                   | –                                        | –                                                                   | –                                                | –                                         | –                                                          | –                                                                 |
| 2004 | Bio Uherák Biofarma Sasov                                           | –                                                                          | –                                                                   | –                                        | –                                                                   | –                                                | –                                         | –                                                          | –                                                                 |
| 2003 | mléčné kozí produkty Pavel a Jitka Dobrovolní                       | –                                                                          | –                                                                   | –                                        | –                                                                   | –                                                | –                                         | –                                                          | –                                                                 |
| 2002 | Bio Jablečný mošt Občanské sdružení Tradice Bílých Karpat           | –                                                                          | –                                                                   | –                                        | –                                                                   | –                                                | –                                         | –                                                          | –                                                                 |